# Eutrichota hymenacra
Eutrichota hymenacra är en tvåvingeart som beskrevs av Jin 1985. Eutrichota hymenacra ingår i släktet Eutrichota och familjen blomsterflugor. Inga underarter finns listade i Catalogue of Life.